# جبل جيفرسون (أوريغون)
جبل جيفرسون (بالإنجليزية: Mount Jefferson) هو بركان خامل يصل ارتفاعه إلى 3199 متر فوق مستوى سطح البحر في جبال كاسكيد في وسط ولاية أوريغون في شمال غرب الولايات المتحدة، أعلى ثاني قمة في الدولة. موطن لأربعة من الأنهار الجليدية التي تغذيها الثلوج الكثيفة. إن منحدرها الغربي محمي داخل منطقة جبل جيفرسون البرية، التي أنشئت في عام 1968، و غابة ويلاميت الوطنية للحفاظ على النباتات والحيوانات. ينتمي المنحدر الشرقي منذ عام 1855 إلى المحمية الهندية في الينابيع الدافئة.تم استكشاف الجبل من قبل بعثة لويس وكلارك في عام 1806 وسميت على الفور تكريما للرئيس توماس جيفرسون. تم الاستكشاف في النصف الأول من القرن التاسع عشر قبل الصعود رسميا لأول مرة في عام 1888 من قبل اثنين من سكان سالم. لا يزال جبل جيفرسون معزولًا نسبيًا . على الرغم من أن الجبل لم ينفجر منذ 15000 سنة وأن النشاط قد تحرك جنوبًا، إلا أنه يجب توخي الحذر.